# Burlington (Terranova y Labrador)
Burlington es un pueblo canadiense situado en la provincia de Terranova y Labrador.

## Superficie
Burlington tiene una superficie de 4,09 km².

## Demografía
En 2021, tenía 304 habitantes, una densidad poblacional de 74,3 hab./km², y 135 viviendas.